# Guillaume de Champeaux
Pour les articles homonymes, voir Champeaux.
Guillaume de Champeaux (latin : Guillelmus de Campellis ou Campellensis), né à Champeaux vers 1070 et mort le 18 janvier 1121 à Châlons-en-Champagne, est un professeur à l'École cathédrale de Paris, fondateur de l'abbaye Saint-Victor de Paris en 1109 puis comte-évêque de Châlons (en Champagne) de 1113 à 1121.
Philosophe et théologien, il prend parti pour le réalisme modéré dans la Querelle des universaux. Il est le maître de Pierre Abélard, à qui il s'oppose, et va jusqu'à lui interdire d'enseigner à Paris.

## Biographie
Guillaume naquit à Champeaux près de Melun. Après avoir étudié avec Anselme de Laon, Manegold et Roscellinus, il enseigna  dès 1098 la rhétorique, la dialectique et la théologie à l'école de la cathédrale Notre-Dame de Paris dont il fut fait chanoine à partir de 1103. Parmi ses élèves figurait Pierre Abélard, auquel il s'opposa par la suite, Abélard contestant le réalisme professé par Guillaume.
En 1107, il participa au Concile de Troyes, présidé par Pascal II.
En 1108, Guillaume se retira de l'enseignement avec Gilduin, Godefroi, Robert, Gontier, Thomas et plusieurs autres disciples dans une cella ancienne et abandonnée, située près d'une chapelle dédiée à saint Victor, qui deviendra l'abbaye Saint-Victor de Paris. Mais il reprit bientôt ses conférences, poussés par ses anciens étudiants et l'évêque Hildebert du Mans. Le vendredi 30 juillet 1109, il participe à la translation de la vraie croix de l'église Saint-Hermeland de Bagneux à la chapelle Saint-Prix de Fontenay, alors en territoire enclavé sur Bagneux, puis à sa remise provisoire en l'église Saint-Clodoald de Saint-Cloud
Il fut sacré évêque de Châlons entre le 22 juin et le 13 juillet 1113, lors du séjour de Louis VI, son protecteur, dans cette ville, confiant à son plus cher disciple, Gilduin, l'administration de l'abbaye.
En 1115, Étienne Harding, abbé de Citeaux, avait envoyé Bernard de Fontaine à la tête d'un groupe de moines pour fonder une nouvelle maison cistercienne dans une clairière isolée à une quinzaine de kilomètres de Bar-sur-Aube, le Val d'Absinthe, sur une terre donnée par le comte Hugues de Champagne. La fondation fut appelée « claire vallée » (clara vallis), qui devient ensuite « Clairvaux ». Bernard est élu abbé de cette nouvelle abbaye, et confirmé par l'évêque de Châlons Guillaume de Champeaux. Le 15 août 1115, il ordonna prêtre le futur saint Bernard, ce dernier restant trois mois à Châlons auprès de lui. Il montra d'abord de la sympathie pour les cisterciens, mais il considéra bientôt comme un excès de zèle et d'austérité les pratiques de Bernard, lui préférant ensuite les clunisiens.
Comme évêque de Châlons, Guillaume de Champeaux passe à la postérité comme rédacteur de la grande charte champenoise : par cette charte, il confirma les possessions agricoles et vinicoles de l'abbaye Saint-Pierre-aux-Monts, à Châlons. Cette abbaye eut désormais les mains libres pour planter et cultiver la vigne dans différents lieux de la Champagne. C'est ainsi que le vignoble champenois se développa et prospéra. Cette « grande charte champenoise » est considérée comme l'acte fondateur du vignoble de Champagne. La maison des [./Https://www.grandecharte.com Champagne de la Grande Charte] a été nommée d'après cette charte et son commanditaire Guillaume de Champeaux.
Il prit part à la dispute concernant les investitures comme partisan du Pape Calixte II (1119-1124), qu'il représenta plusieurs fois, par exemple en tant que légat au synode de Mouzon (Ardennes), où il joua un rôle important comme intermédiaire entre la papauté et Henri V (1119).
Il est inhumé dans la cathédrale de Châlons.

## Sa pensée théologique
Ses seuls travaux imprimés qui ont été conservés sont un fragment sur l'Eucharistie (inséré par Mabillon dans son édition des travaux de saint Bernard) ainsi que Moralia a brevi ala et De Origine Animae. Dans ces derniers, il soutient que les enfants qui meurent non baptisés sont obligatoirement damnés, l'âme pure étant souillée par la grossièreté du corps et il affirme que la volonté de Dieu ne doit pas être mise en question. Il soutient la théorie selon laquelle une âme est spécialement créée pour chaque être humain.
Ravaisson-Mollien a découvert un certain nombre de fragments de lui, parmi lequel le plus important est De Essentia Dei et de Substantia Dei; un Liber Sententiarum, composé de discussions sur l'éthique et sur l'interprétation de la Bible lui a aussi été attribué.

## Sa pensée logique
On considère Guillaume de Champeaux comme le fondateur du réalisme radical, une philosophie qui soutenait que les universaux existent indépendamment aussi bien de l'esprit humain que des objets particuliers (une philosophie qui découlait du réalisme des essences de Platon). Guillaume de Champeaux, premier réaliste des universaux (réisme), a défendu deux théories, l'une avant, l'autre après l'attaque de Pierre Abélard vers 1108 :
1) (théorie de l'essence matérielle) l'universel est une substance commune, "une même caractéristique se retrouve par essence en même temps tout entière dans chacun des individus du groupe, et donc la diversité ne vient aucunement de l'essence : c'est la multiplicité des accidents qui entraîne la variété". "Dans chacun des hommes numériquement différents, il y a la même essence de l'homme, qui ici devient Platon par ces accidents-ci, et là Socrate par ces accidents-là." Cette théorie est reprise par Clarembaud d'Arras et le jeune Pierre Abélard (Logica Nostrorum Petitioni Sociorum) ;
2) (théorie de la non-différence) "la même caractéristique est présente, non par essence, mais par absence de différences entre certains accidents". Deux individus de même espèce se rencontrent en elle, non par participation à une même forme, mais par leur non-différence essentielle.
Il fut donc l'un des acteurs majeurs de la fameuse querelle des universaux qui l'opposait à ceux qui, comme Roscelin, affirmaient que les universaux sont avant tout des abstractions, qui n'ont d'existence que dans l'esprit de celui qui les forme et au moyen des noms dont on les désigne. De son côté, Abélard cherchait une position médiane, plus nuancée : le conceptualisme, résultant de l'impossibilité d'attribuer un statut réel à l'universel pensé. Selon Abélard, le réalisme aboutit à des contradictions : comment une essence humaine peut-elle se trouver tout entière chez Paul ou chez Pierre ? Chaque être est singulier et irréductible, seul l'individu existe réellement et substantiellement (thèse nominaliste), mais l'universel reste un terme signifiant (sermo) imposé à une pluralité d'individus en vertu d'une entité non linguistique (le status).

## Œuvres
Il ne subsiste que quelques fragments très insuffisants pour connaître la doctrine de son auteur, mais des découvertes récentes améliorent la connaissance de son enseignement.
- De origine animæ
- De eucharistia
- De natura et origine placita
- Sententiæ, in O. Lottin (édi.), Psychologie et Morale aux XIIe et XIIIe siècles, Gembloux, Duculot, 1959, t. 5, p. 190-227. Une synthèse systématique de la doctrine sur la base des affirmations des Pères de l'Église.
- Introductiones dialecticae et Discussion sur l'oratio, in L. M. de Rijk (édi.), Logica modernorum. A Contribution to the History of Early Terministic Logic, Assen, Van Gorcum, t. II, part. 1, 1967, p. 131-145.
- Commentaire sur les 'Topiques' de Boèce, in N. J. Green-Pedersen (édi.), "William of Champeaux on Boethius' Topics according to Orléans Bibl. munic. 266", Cahiers de l'Institut du Moyen Âge grec et latin, XIII (1974), p. 13-30.
- Sur l'essence de Dieu

Certains ouvrages lui sont attribués mais sans certitude :
- Résumé sur les Moralia in Job de Grégoire le Grand (Ms. Troyes)[10]
- Commentaires sur De Inventione et Ad Herennium de Cicéron[11]